# Heinrich Schliemann

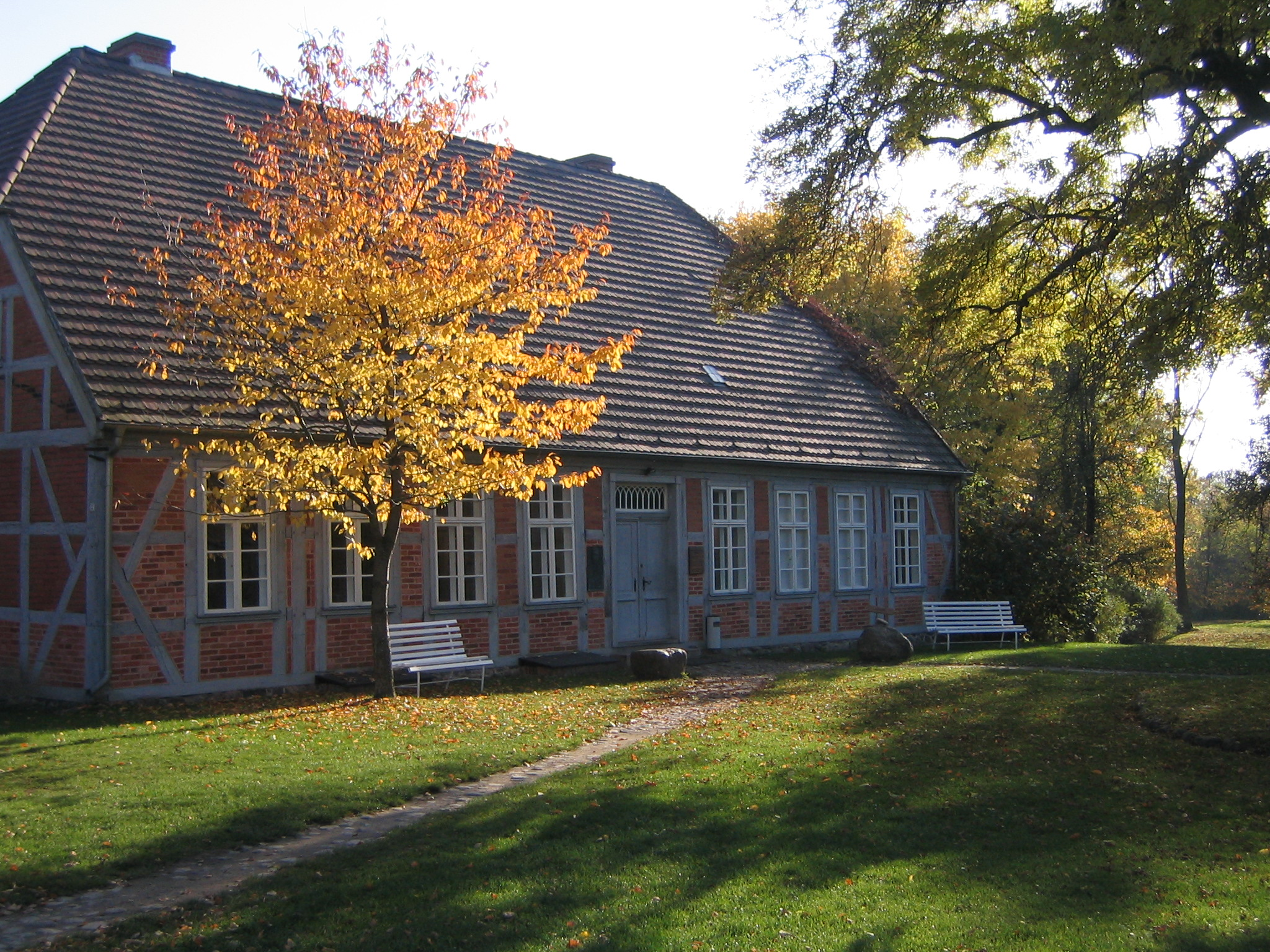
Dom dzieciństwa Schliemanna – plebania w Ankershagen (obecnie muzeum)

Johann Ludwig Heinrich Julius Schliemann (ur. 6 stycznia 1822 w Neubukow, zm. 26 grudnia 1890 w Neapolu) – niemiecki archeolog amator, odkrywca Troi, Myken i Tyrynsu.

## Dzieciństwo
Był piątym dzieckiem i drugim synem pastora Ernesta Schliemanna i jego żony Luizy Teresy Zofii. Miał jeszcze czworo młodszego rodzeństwa. Jak sam później przyznawał, już w okresie dzieciństwa narodziło się jego zainteresowanie Troją, wojną trojańską i jej bohaterami, poczynając od chwili, gdy jako siedmiolatek otrzymał od ojca w podarunku na Boże Narodzenie ilustrowaną historię świata Jerrera, w której największe wrażenie wywarła na nim rycina przedstawiająca pożar Troi. Podobno wówczas postanowił odnaleźć w przyszłości to miasto, a będąc dzieckiem 9-letnim bawił się w wykopaliska archeologiczne.
Jego matka, Luiza Schliemann zmarła wkrótce (1831) po urodzeniu dziewiątego dziecka, zaś będący w trudnej sytuacji finansowej ojciec oddał syna na wychowanie swemu bratu, pastorowi z Ankershagen. Młody Schliemann początkowo uczył się w gimnazjum w Neustrelitz, jednakże brak ze strony rodziny funduszów na opłatę czesnego zmusił go do kontynuowania nauki w szkole miejskiej.

## Kariera zawodowa
W 1836, mając 14 lat, był zmuszony podjąć pracę. Początkowo pracował jako praktykant sklepowy w Fürstenbergu i Hamburgu, a w 1841 zaciągnął się na statek w charakterze chłopca okrętowego. Statek ten jednak zatonął, a morze wyrzuciło rozbitka na wybrzeże holenderskie. Po opuszczeniu szpitala Schliemann postanowił pozostać w Holandii. Zatrudnił się w kantorze, a następnie w przedsiębiorstwie handlowym, wolny czas poświęcając nauce języków obcych. W 1846, w trakcie służbowej podróży do Rosji, zawarł szereg korzystnych kontraktów dla przedsiębiorstwa i awansował na prokurenta. Niskie zarobki skłoniły go do rezygnacji z tej pracy i podjęcia samodzielnej działalności handlowej. Wyjechał do Rosji, a później do Stanów Zjednoczonych, gdzie prowadził bank w Sacramento w Kalifornii. Kupiecka działalność w Rosji i Stanach Zjednoczonych przyniosła mu wielką fortunę.
Osiągnąwszy zamożność, zdecydował się odszukać znajomą z dzieciństwa – Minnę Meincke, by poprosić ją o rękę, okazała się ona jednak już zamężna. Po powrocie z Ameryki do Rosji 12 października 1852 r. ożenił się z Jekateriną Pietrowną Łyżiną (ros. Екатерина Петровна Лыжина), córką wziętego adwokata. Z małżeństwa urodziło się troje dzieci, lecz związek ten nie był szczęśliwy; Rosjanka twierdziła, że mąż był tyranem i despotą.

## Realizacja marzeń

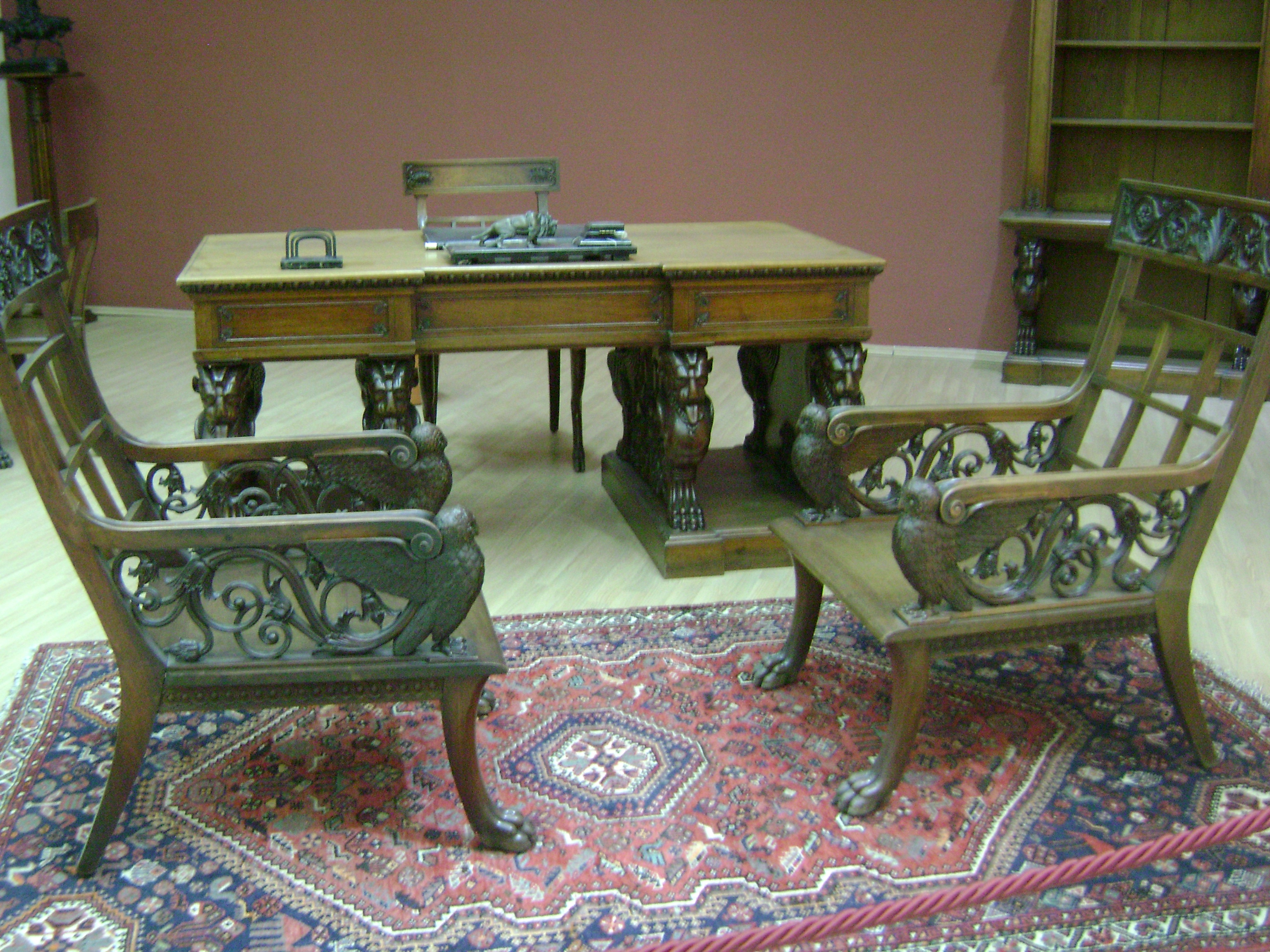
Wyposażenie biura Schliemanna

W 1864 Schliemann, będąc u szczytu kariery zawodowej, postanowił zrealizować swoje marzenia. Zlikwidował przedsiębiorstwo, pieniądze ulokował w Paryżu, Londynie i Amsterdamie, i wyruszył w trwającą 2 lata podróż dookoła świata. Odwiedził w tym czasie Egipt, Wyspy Sundajskie, Chiny, Japonię, Kubę, Meksyk oraz Amerykę Północną i Środkową, a następnie osiadł w Paryżu. W latach 1866–1870 studiował na paryskiej Sorbonie literaturę i języki obce. W 1868 wyjechał po raz pierwszy do Grecji i przez Peloponez dotarł również do Itaki.
W 1869 doprowadził do rozwodu z pierwszą żoną i ożenił się z Greczynką Zofią Engastroménou (gr. Σοφία Εγκαστρωμένου 1852–1932), która odtąd towarzyszyła mu we wszystkich wyprawach i poszukiwaniach.

## Troja

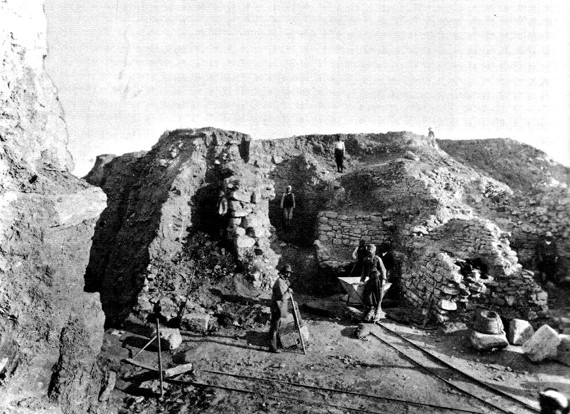
Prace Schliemanna podczas przekopu wzgórza Hisarlık (ok. 1890)

W 1870 Schliemannowie udali się do północno-zachodniej części Azji Mniejszej. Rekonesans wzgórza koło miejscowości Bunarbaszi, dotychczas uważanego za miejsce legendarnej Troi, utwierdził Schliemanna w przekonaniu o mylności tej lokalizacji. Przeszukiwanie okolic jednak przyniosło rezultaty, gdy wskazówki udzielone przez zamieszkałego tam Anglika Franka Calverta, zwróciły uwagę Schliemanna na wzgórze koło wioski Hissarlik (będące częściowo własnością Calverta). Kształt i lokalizacja tego wzgórza odpowiadały jego koncepcji usytuowania Troi. Schliemann rozpoczął wykopaliska w 1871 i powracał do nich aż do 1873, gdy 14 czerwca nastąpił przełom w poszukiwaniach – odkrył tzw. skarb Priama, co stało się ukoronowaniem jego poszukiwań i jego zdaniem potwierdzało właściwą lokalizację Troi. Skarb ten przemycił do Grecji, a następnie (po spłaceniu rządu osmańskiego żądającego zwrotu znaleziska) ofiarował go muzeum w Berlinie.
Z czasem dowiedziono, że w rzeczywistości odkrycia te pochodzą z zupełnie innego okresu niż ten, w którym żyć mogli Helena i Agamemnon, jednakże przypisane im nazwy zwyczajowo pozostały.

## Mykeny

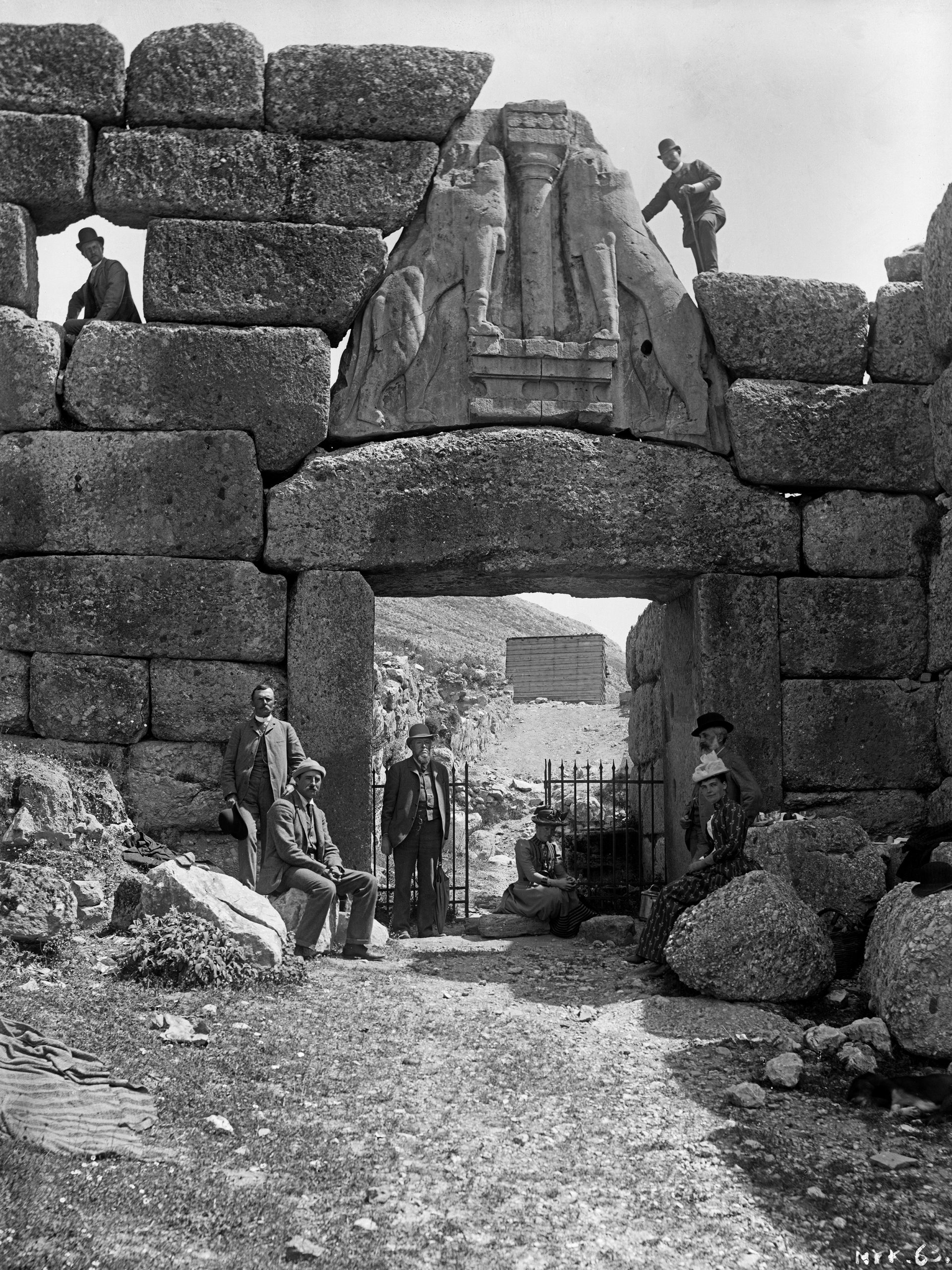
Schliemann i Dörpfeld podczas wykopalisk w Mykenach (1891)

W 1874 Schliemann rozpoczął wykopaliska w Mykenach i odsłonił 5 bogato wyposażonych grobowców królewskich z 15 szkieletami, o których sądził, iż należały do króla Agamemnona i jego towarzyszy. Później okazało się, że należały do członków rodów królewskich żyjących 400 lat wcześniej niż bohaterowie „Iliady”. Skarb znaleziony w Mykenach, w tym grób i Maska Agamemnona, przewyższał nawet wartością nominalną skarby znalezione przez Schliemanna w Troi. Wykopaliska w Mykenach były kontynuowane w 1876.

## Ostatnie lata
W latach 1878–1879 Schliemann ponownie kopał w Troi z pomocą niemieckiego uczonego Virchowa. W 1880 odsłonił bogaty strop skarbca Minyasa w Orchomenos. W 1882 prowadził po raz trzeci wykopaliska w Troi. Od tegoż roku w poszukiwaniach wspierał go niemiecki architekt i archeolog Wilhelm Dörpfeld. W 1884 Schliemann podjął wykopaliska w Tirynsie, gdzie odsłonił ruiny starożytnego pałacu i odnalazł zabytki kultury mykeńsko-kreteńskiej. W 1886 ponownie kopał w Orchomenos, a w Troi ostatni (czwarty) raz – w 1890. Łącznie odsłonił 9 warstw Troi, będąc przekonany, że miasto Priama znajduje się w II warstwie. W 1889 i 1890 zorganizował dla wybitnych uczonych 2 konferencje w Hissarlik, aby unaocznić im ogrom wykonanej pracy.
W 1882, po powołaniu w Londynie fundacji dla prowadzenia badań w Egipcie (Egypt Exploration Fund) i podjęciu decyzji o rozpoczęciu pierwszych fachowych wykopalisk w delcie Nilu, poważnie rozważano kandydaturę Schliemanna jako kierownika tych prac. Ostatecznie została ona odrzucona przez Gastona Maspero, zarządzającego wówczas Egipską Służbą Starożytności, który wyrażał obiekcje co do trudnego charakteru niemieckiego kandydata.
13 listopada 1890 przeszedł operację ucha w Halle w Niemczech, a następnie wyjechał do Włoch, ignorując zalecenia lekarzy. W Boże Narodzenie 1890 upadł na Piazza della Santa Carita w Neapolu i zmarł następnego dnia w swoim pokoju hotelowym.
Jego zwłoki sprowadzono do Aten. W pogrzebie uczestniczył grecki król i następca tronu, tamtejszy korpus dyplomatyczny, członkowie rządu i kierownicy wszystkich greckich instytucji naukowych. Schliemann został pochowany na Pierwszym cmentarzu w Atenach w zbudowanym przez siebie okazałym mauzoleum w stylu antycznym.

## Życie rodzinne

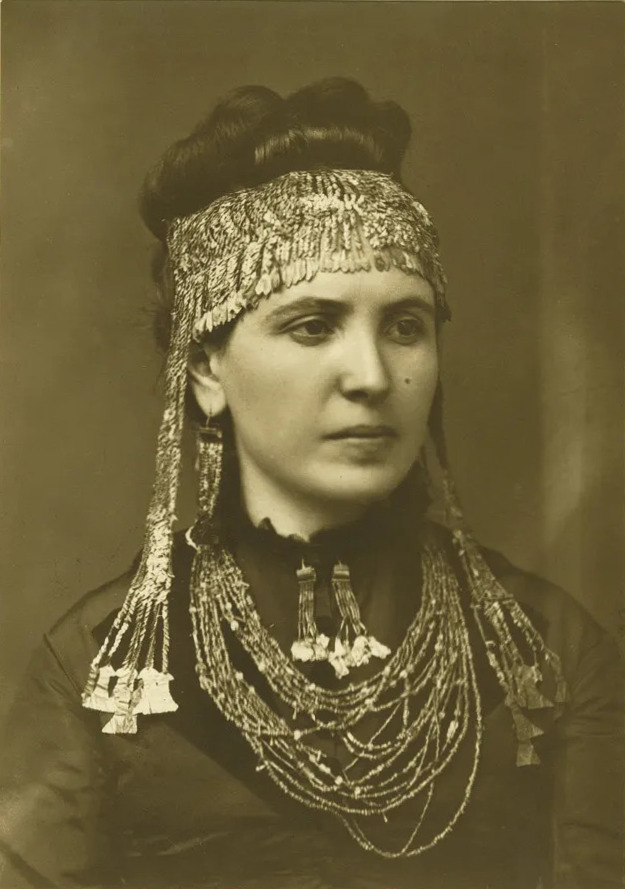
Sophia Schliemann w złotej biżuterii ze „skarbu Priama” (ok. 1873)

Z obu małżeństw Schliemann miał pięcioro dzieci. Troje z pierwszego, z Jekateriną Łyżiną: syna Siergieja (1855–1941) i dwie córki: Natalię (1859–1869) i Nadieżdę (1861–1935). Dwoje z drugiego, z Zofią Engastromenos: córkę Andromachę (1871−1962) i syna Agamemnona (1878−1954). Małżeństwo to było bardzo udane. Zofia podziwiała swojego męża i wspierała go we wszystkich zamierzeniach, uczestnicząc osobiście w pracach wykopaliskowych i dzieląc z nim trudy, udręki i przeciwności.

## Poliglota

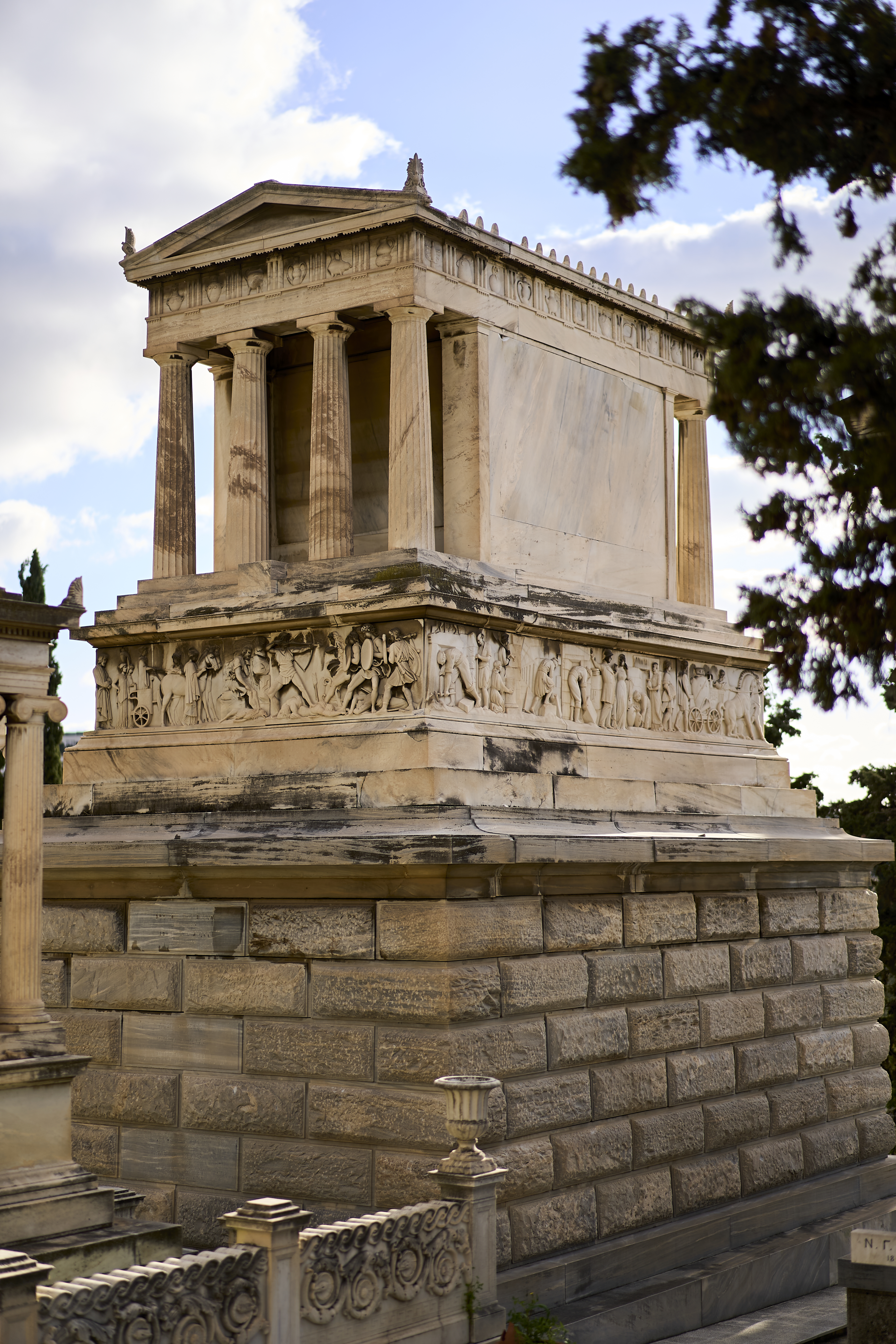
Grobowiec Schliemanna na ateńskim cmentarzu

Heinrich Schliemann był wybitnym poliglotą-samoukiem. Władał takimi językami jak angielski, francuski, portugalski, włoski, hiszpański, rosyjski, holenderski, łaciński, grecki, starogrecki, szwedzki, polski, arabski.
Nauce języków w okresie pobytu w Holandii poświęcał cały dzień i sporą część nocy. Wyznawał zasadę, że dla nauczenia się danego języka należy w nim głośno mówić (wskutek tego musiał nawet zmieniać mieszkania na żądanie zniecierpliwionych sąsiadów). Aby mieć słuchacza, za niewielką opłatą wynajmował przypadkowego człowieka.

## Znaczenie dla nauki
Jego odkrycia dowiodły, że wydarzenia opisane przez Homera i Wergiliusza mają swoje materialne podstawy i mogą być wiarygodnymi faktami historycznymi. Na sfinansowanie potwierdzających to badań poświęcił osobisty majątek pozyskany na transakcjach handlowych w Rosji i na bankowym obrocie złotem w Kalifornii.
Natomiast metodologia prowadzonych wykopalisk (m.in. celowe niszczenie obiektów, które go nie interesowały lub pozostawały w sprzeczności z przyjmowanymi przez niego założeniami) przyniosła archeologii najpewniej wiele niepowetowanych strat. Jednakże zastosowana przez niego technika wykopalisk polegająca na dokonywaniu przekopów sondażowych, nadal jest aktualna.

### Literackie biografie
Autobiografia badacza przygotowana do druku przez jego żonę, została opublikowana wkrótce po jego śmierci (Heinrich Schliemann’s Selbstbiographie bis zu seinem Tode vervollständigt (Hrsg. von Sophie Schliemann), F.A. Brockhaus, Leipzig 1892).
W późniejszym czasie jego ruchliwe, bogate i niespokojne życie inspirowało autorów beletrystycznych powieści biograficznych, z których do najbardziej znanych należą :
- Emil Ludwig: Schliemann. Geschichte eines Goldsuchers. Paul Zsolnay Verlag, Wien 1932
- Heinrich Alexander Stoll: Der Traum von Troja. Paul List Verlag, Leipzig 1956
- Irving Stone: The Greek Treasure. Doubleday & Co., New York 1958
- Vojtech Zamarovský: Objavenie Tróje/Objevení Tróje. Bratislava 1962

## Publikacje

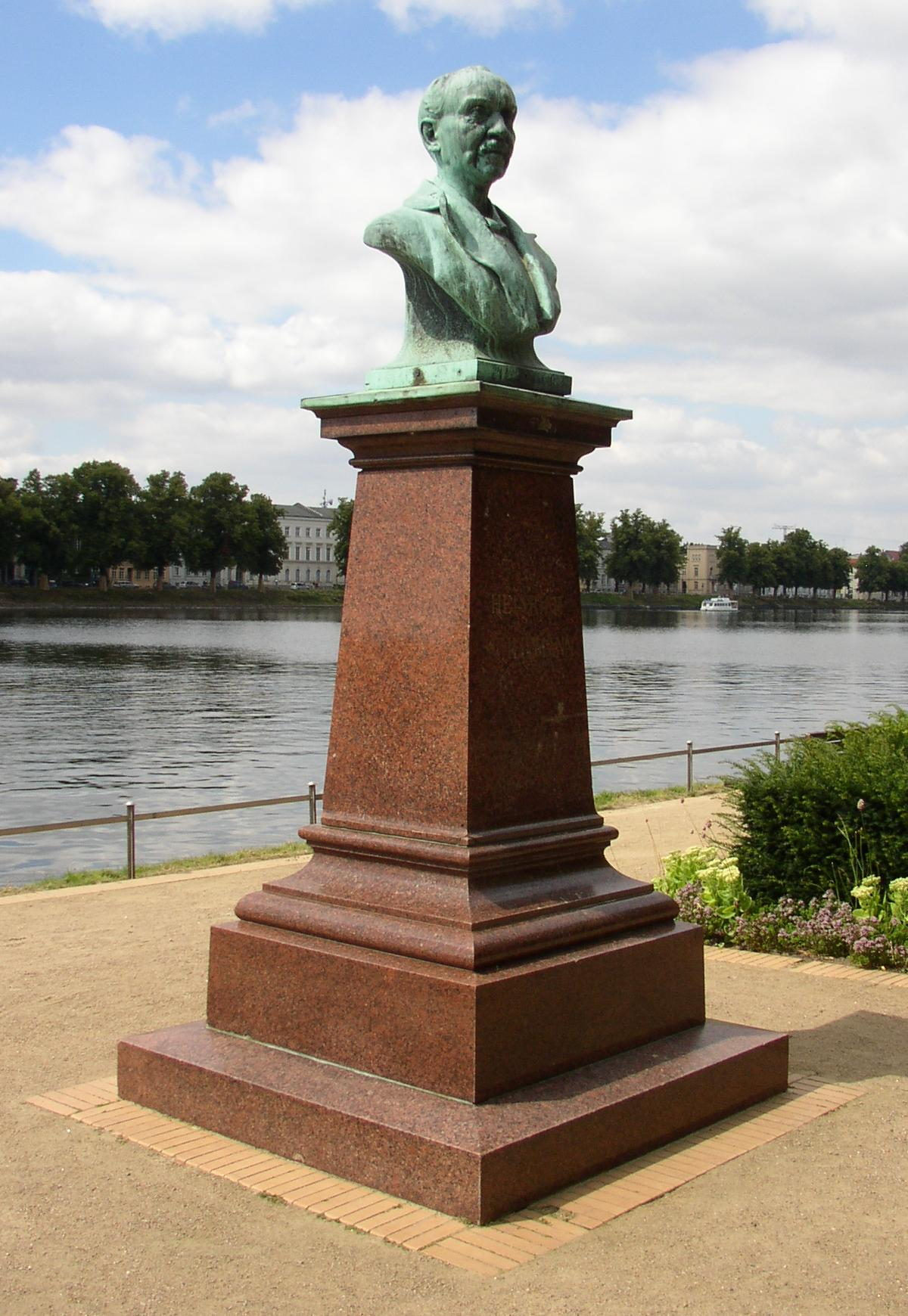
Pomnik Schliemanna w niemieckim Schwerinie

- Ithaka, der Peloponnes und Troja. Archäologische Forschungen. Giesecke u. Devrient, Leipzig 1869
- Trojanische Altertümer. Bericht über die Ausgrabungen in Troja. F.A. Brockhaus, Leipzig 1874
- Mykenä. Bericht über meine Forschungen und Entdeckungen in Mykenae und Tiryns. F.A. Brockhaus, Leipzig 1878
- Ilios. Stadt und Land der Trojaner. Forschungen und Entdeckungen in der Troas und Besonderes auf der Baustelle von Troja. F.A. Brockhaus, Leipzig 1881
- Orchomenos. Bericht über meine Ausgrabungen im böotischen Orchomenos. F.A. Brockhaus, Leipzig 1881
- Reise in der Troas. F.A. Brockhaus, Leipzig 1881
- Troja: Ergebnisse meiner neuesten Ausgrabungen. Auf der Baustelle von Troja, in den Heldengräbern, Bunarbaschi und anderen Orten der Troas im Jahre 1882. F.A. Brockhaus, Leipzig 1884
- Tiryns. Der prähistorische Palast der Könige von Tiryns. Ergebnisse der neuesten Ausgrabungen. F.A. Brockhaus, Leipzig 1885